# Owl City
Owl City is een muziekproject van Adam Young (Owatonna, 5 juli 1986). De naam komt van Youngs woonplaats Owatonna in de Amerikaanse staat Minnesota.
Zijn muziekstijl is beïnvloed door disco en Europese elektronische muziek. Ook kan men invloeden van synthpop, J-pop en new wave herkennen in zijn muziek. Na twee in eigen beheer uitgebrachte albums en groeiende populariteit op Youngs MySpace-profiel, tekende hij bij Universal. Het eerste album bij dit label werd goed ontvangen en het nummer Fireflies bereikte de eerste positie in de Amerikaanse Billboard Hot 100. Ook behaalde het hoge noteringen in Canada, in de Nederlandse Top 40 en de Vlaamse Ultratop 50.

## Geschiedenis

### Vroege jaren (2007-2008)
Adam Young begon met muziekmaken in de kelder van het huis van zijn ouders. Naar eigen zeggen was dit het gevolg van slapeloosheid.
Owl City werd opgericht door Adam Young die opgroeide in Owatonna, Minnesota. Owl City werd populair dankzij zijn eigen MySpace-pagina. Enkele nummers werden meer dan zes miljoen keer beluisterd, onder andere Hello Seattle.
In 2007 bracht Owl City de ep Of June uit en in 2008 volgde het album Maybe I'm Dreaming. De ep piekte op de twintigste positie in de Billboard Electronic Albums-lijst en Maybe I'm Dreaming piekte als zestiende.
De eerste albums werden uitgebracht zonder dat Young getekend had bij een platenlabel. In het begin van 2009 tekende hij een platencontract bij Universal Republic.

### Ocean Eyes(2009)
Owl City's derde album Ocean Eyes werd op 14 juli uitgebracht op de Amerikaanse iTunes, en de fysieke uitgave volgde op 28 juli. Het album kwam binnen op de 27ste plaats van de Billboard 200. Van het album verschenen de singles Fireflies en Vanilla Twilight.
Fireflies werd uitgebracht als gratis download op de iPod/iPhone-game Tap Tap Revenge 3. Steve Hoover was de regisseur van de videoclip van het nummer. De videoclip had een exclusieve première op MySpace, maar was al uren eerder te zien op Dailymotion en YouTube. Het nummer stond twee weken op de eerste positie in de Verenigde Staten.
Van januari tot maart 2010 was hij met synthpopzangeres Lights in de Verenigde Staten en Europa op tournee. In de Verenigde Staten ging ook Deas Vail mee op tournee. In de zomer van 2010 toerde hij in de Verenigde Staten met zowel Maroon 5 als John Mayer. In november en december 2010 zou hij in Australië, Nieuw-Zeeland en Europa op tournee gaan, maar deze reis werd afgelast vanwege conflicten in het schema.
Young schreef een nummer getiteld To the Sky voor de film The Legend Of The Guardians, een verfilming van de gelijknamige boeken van Kathryn Lasky.

### All Things Bright and Beautiful(2011)
De uitgave van het derde studioalbum van Young, getiteld All Things Bright and Beautiful, stond gepland voor 17 mei 2011. Op 6 april meldde Young op zijn website dat de datum is verplaatst naar 14 juni. Na het uitkomen van dit album is Owl City op tournee gegaan met de 'All Things Bright And Beautiful world Tour" die langs de Verenigde Staten, Canada, Australië, Nieuw-Zeeland, Groot-Brittannië, Europa, Japan, Korea, de Filipijnen en Indonesië ging. Van deze tour is het concert op 21 juli 2011 in Club Nokia, Los Angeles, CA op een dvd uitgebracht van 1 uur en vijftig minuten. Deze dvd bevat 21 liveopnames en een bonusinterview met Young.

### The Midsummer Station(2012)
The Midsummer Station is het vierde studioalbum van Owl City en kwam uit in 2012. Van dit album kwam de hitsingle Good Time waar de Canadese zangeres Carly Rae Jepsen op meezingt. In 2013 kwam er een akoestische ep-versie van The Midsummer Station uit, waarop drie akoestische nummers van The Midsummer Station staan en twee nieuwe Owl City-nummers, waaronder Hey Anna en I Hope You Think of Me.

### Mobile OrchestraenCinematic(2015-2018)
Het vijfde studioalbum Mobile Orchestra verscheen in 2015. Als eerste single van dit album werd Verge uitgebracht, een samenwerking met Aloe Blacc. Later verschenen ook nog de singles My everything en Unbelievable (een samenwerking met Hanson). In juni 2018 bracht Owl City zijn zesde album uit: Cinematic. Dit album flopte en ook de hiervan afkomstige singles hadden geen succes.

### Coco Moon (2023)
Op 24 maart 2023 verscheen het zevende album Coco Moon. Het album is opgenomen in 2022 en hierop staan elf nummers. Onder meer het verhalende nummer Field Notes, een vertelling die gebaseerd is op de schat in de akker uit het bijbelboek Mattheüs 13.

## Band en invloeden

### Bandleden
Op enkele nummers van het album zijn Breanne Düren en Matthew Thiessen, zanger van poppunkband Relient K, te horen. Zijn liveband bestaat uit:
- Adam Young (synthesizer, gitaar en zang)
- Breanne Düren (achtergrondzang en keyboard)
- Matthew Decker (drums)
- Laura Musten (viool)
- Hannah Schroeder (cello)

Op enkele concerten, waar Relient K ook aanwezig was, kwam zanger Matthew Thiessen het podium op om zijn stuk van het nummer te zingen. Matthew Thiessen is ook een van de producenten van het album Ocean Eyes. Young produceerde op zijn beurt het nummer Terminals, een bonusnummer bij het nieuwe album van Relient K: Forget and Not Slow Down. Thiessen heeft gezegd dat het waarschijnlijk is dat hij en Young in de toekomst een zijproject genaamd Goodbye Dubai gaan produceren.

### Invloeden
Volgens Young heeft Owl City invloeden van Imogen Heap, Relient K, Boards of Canada en Armin van Buuren. Op Armin van Buurens album Mirage is het nummer Youtopia te vinden, met zang van Young. Zijn muziek is ook beïnvloed door het newwavegenre, hoewel Young geen specifieke bands uit het genre noemt.
Owl City wordt vaak vergeleken met The Postal Service en in mindere mate, Ben Gibbards voornamelijke act Death Cab for Cutie. De vergelijking komt door de overeenkomst in de stemmen van Gibbard en Young. Ook heeft Youngs stem overeenkomsten met Thiessens stem.
Owl City is geassocieerd met Lights, die in 2008 in Canada populair werd met haar nummers Drive My Soul en February Air. Owl City heeft ook een akoestische versie met Lights opgenomen van het nummer Cactus In The Valley, dat ook op single is uitgebracht.
Ook zingt Owl City christelijke muziek, in 2010 brachten ze het populaire nummer In Christ alone uit.

## Discografie
Zie ook discografie Adam Young.

### Albums
| Album met eventuele hitnotering(en) in de Nederlandse Album Top 100 | Datum van verschijnen | Datum van binnenkomst | Hoogste positie | Aantal weken | Opmerkingen |
| ------------------------------------------------------------------- | --------------------- | --------------------- | --------------- | ------------ | ----------- |
| Of June                                                             | 08-12-2007            | -                     |                 |              | ep          |
| Maybe I'm Dreaming                                                  | 17-03-2008            | -                     |                 |              |             |
| Ocean Eyes                                                          | 11-12-2009            | 19-12-2009            | 42              | 20           |             |
| All Things Bright and Beautiful                                     | 10-06-2011            | 18-06-2011            | 100             | 1            |             |
| Shooting Star                                                       | 15-05-2012            | -                     |                 |              | ep          |
| The Midsummer Station                                               | 17-08-2012            | 25-08-2012            | 36              | 2            |             |
| Mobile Orchestra                                                    | 10-07-2015            | 18-07-2015            | 83              | 1            |             |
| Cinematic                                                           | 01-06-2018            | -                     |                 |              |             |

| Album met hitnotering(en) in de Vlaamse Ultratop 200 albums | Datum van verschijnen | Datum van binnenkomst | Hoogste positie | Aantal weken | Opmerkingen |
| ----------------------------------------------------------- | --------------------- | --------------------- | --------------- | ------------ | ----------- |
| Ocean Eyes                                                  | 2009                  | 13-02-2010            | 31              | 15           |             |
| All Things Bright and Beautiful                             | 2011                  | 25-06-2011            | 78              | 1            |             |
| The Midsummer Station                                       | 2012                  | 25-08-2012            | 82              | 4            |             |
| Mobile Orchestra                                            | 2015                  | 18-07-2015            | 161             | 1            |             |

### Singles
| Single met eventuele hitnotering(en) in de Nederlandse Top 40 | Datum van verschijnen | Datum van binnenkomst | Hoogste positie | Aantal weken | Opmerkingen                                                      |
| ------------------------------------------------------------- | --------------------- | --------------------- | --------------- | ------------ | ---------------------------------------------------------------- |
| Fireflies                                                     | 09-11-2009            | 05-12-2009            | 1(10wk)         | 20           | Nr. 3 in de Single Top 100 / Alarmschijf                         |
| Vanilla Twilight                                              | 15-02-2010            | 17-04-2010            | 20              | 7            |                                                                  |
| Good Time                                                     | 26-06-2012            | 28-07-2012            | 7               | 20           | met Carly Rae Jepsen / Nr. 15 in de Single Top 100 / Alarmschijf |

| Single met hitnotering(en) in de Vlaamse Ultratop 50 | Datum van verschijnen | Datum van binnenkomst | Hoogste positie | Aantal weken | Opmerkingen                                       |
| ---------------------------------------------------- | --------------------- | --------------------- | --------------- | ------------ | ------------------------------------------------- |
| Fireflies                                            | 2009                  | 05-12-2009            | 2               | 24           | Nr. 1 in de Radio 2 Top 30 / Goud                 |
| Vanilla Twilight                                     | 2010                  | 06-03-2010            | tip2            | -            | Nr. 18 in de Radio 2 Top 30                       |
| Peppermint Winter                                    | 06-12-2010            | 18-12-2010            | tip21           | -            |                                                   |
| Alligator Sky                                        | 11-04-2011            | 04-06-2011            | tip16           | -            |                                                   |
| Good Time                                            | 2012                  | 04-08-2012            | 6               | 16           | met Carly Rae Jepsen / Nr. 3 in de Radio 2 Top 30 |
| Shooting Star                                        | 2012                  | 24-11-2012            | tip10           | -            |                                                   |

### NPO Radio 2 Top 2000
| Nummer met noteringen in de NPO Radio 2 Top 2000 | '10 | '11 | '12 | '13  | '14  | '15  | '16  | '17  | '18  | '19  | '20  | '21  | '22  | '23  | '24  |
| ------------------------------------------------ | --- | --- | --- | ---- | ---- | ---- | ---- | ---- | ---- | ---- | ---- | ---- | ---- | ---- | ---- |
| Fireflies                                        | 471 | 924 | 971 | 1001 | 1184 | 1018 | 1293 | 1245 | 1284 | 1416 | 1471 | 1464 | 1478 | 1577 | 1539 |

1. ↑  Een vetgedrukt getal geeft de hoogste notering aan.
2. ↑  2010 was het eerste jaar met een notering voor dit nummer.